# Zbigniew Kasztelewicz
Zbigniew Kazimierz Kasztelewicz (ur. 30 stycznia 1951 w Stróżach) – polski inżynier górnictwa i geologii inżynierskiej, profesor nauk technicznych, pracownik naukowy Wydziału Górnictwa i Geoinżynierii Akademii Górniczo-Hutniczej w Krakowie

## Życiorys
Ukończył Technikum Górnictwa Odkrywkowego w Krakowie, podjął studia na Wydziale Górniczym na Akademii Górniczo-Hutniczej w Krakowie w 1975 r. Po ukończeniu studiów rozpoczął pracę zawodową w Kopalni Węgla Brunatnego w Kleczewie, począwszy od stanowiska starszego sztygara. Stanowisko dyrektora ds. technicznych w Kopalni Węgla Brunatnego Kleczewie objął w 1998 r., w następującym roku został wybrany członkiem zarządu tej kopalni. W 1984 r. uzyskał stopień doktora na podstawie rozprawy zatytułowanej Wpływ wstępnego rozluźniania glin zwałowych na efektywność urabiania koparką łańcuchową w specjalności górnictwa odkrywkowego na Politechnice Wrocławskiej. W 2007 r. rozpoczął pracę w AGH. W 2012 r. został kierownikiem Katedry Górnictwa Odkrywkowego Akademii Górniczo Hutniczej. W 2013 r. uzyskał tytuł profesora nauk technicznych.
W 2019 r. został wiceprezesem ds. wydobycia PGE Górnictwa i Energetyki Konwencjonalnej.
Jest członkiem Sekcji Górnictwa Odkrywkowego PAN, Sekcji Ekonomiki i Organizacji Górnictwa PAN, Zespołu ds. opracowania Polityki Energetycznej Polski do 2050 roku przy Ministrze Gospodarki, Zespołu ds. opracowania polityki surowcowej Polski.
Był członkiem Rady Naukowej „Przeglądu Górniczego”, był prezesem Zarządu Oddziału Poznań-Konin Stowarzyszenia Inżynierów i Techników Górnictwa (SITG)(1986-1994), sześciokrotnie został wybrany na wiceprezesa Zarządu Głównego SITG w Katowicach, a obecnie jest honorowym członkiem tego stowarzyszenia. Był organizatorem konferencji i seminariów z dziedziny górnictwa, w tym VI Krajowego Zjazdu Górnictwa Odkrywkowego (1995 r.), Polskiego Kongresu Górniczego i IX Krajowego Zjazdu Górnictwa Odkrywkowego. W 2019 r. był prelegentem na Europejskim Kongresie Gospodarczym.
Jest współautorem 8 monografii oraz ok. 350 publikacji w czasopismach naukowych i naukowo-technicznych z dziedziny górnictwa odkrywkowego. Był promotorem co najmniej pięciu rozpraw doktorskich oraz szeregu prac inżynierskich i magisterskich.

## Odznaczenia i wyróżnienia
- Krzyż Oficerski Orderu Odrodzenia Polski (2022)[4]
- Krzyż Kawalerski Orderu Odrodzenia Polski (2004)[5]
- Złoty Krzyż Zasługi (1999)[6]
- Srebrny Krzyż Zasługi (dwukrotnie, po raz drugi 1995)[7]
- Medal Komisji Edukacji Narodowej
- Złota Odznaka „Zasłużony dla Stowarzyszenia” (2000; przyznana przez SITG)
- Odznaka „Laur Zasług” (przyznana przez SITG)
- "Klucz Sukcesu"[8].